# Liste des peintres verriers de Reims
Cette liste recense les peintres verriers de Reims, du département français de la Marne.
Depuis le Moyen Âge, la construction de la cathédrale Notre-Dame de Reims, ornée d'un ensemble unique de vitraux a inspiré de nombreux peintres verriers.
Une activité importante a été générée par une tendance à l’installation de verrières dans les maisons bourgeoises et par la reconstruction des églises dévastées par le conflit de la Première Guerre mondiale.

## Liste
(Cette liste n'est pas exhaustive)
| Nom prénom                    | Naissance-décès | Période d'activité | Atelier                          | Référence | Commentaires Base Palissy                                        |
| Pierre-Adhémar Marquant-Vogel | 1828-1902       |                    |                                  |           | Eglise Saint-Pierre, Notice no IM08005723                        |
| Albert Delloux                | 1866-1951       | 1914- ?            |                                  |           | Collégiale Saint-Vivent de Braux, Notice no IM08008435)          |
| Hippolyte Bulteau             | 1828- 1895      |                    | Bulteau-Jupin ou Bulteau- Durand |           | Église paroissiale Sainte-Geneviève, Notice no IM51004311        |
| Auguste Hutin                 | 1870-1946       | 1895-1913          |                                  |           | Église Sainte-Geneviève de Rubigny; Notice no IM08003430         |
| Olivier Durieux               | 1830-1895       |                    |                                  |           |                                                                  |
| François Haussaire            | 1851-1924       |                    | F. Haussaire                     |           | Église Saint-Georges, notice no PM35002603                       |
| Gustave Bourgeois             |                 | 1857-1896          |                                  |           | Église paroissiale Saint-Maurice, notice no IM51004449           |
| Albert-Louis Vermonet         | 1882-1893       | 1853- ?            | Vermonet-Pommery                 |           | Église paroissiale Saint-Jean, notice no IM51001169              |
| Léopold De Troeyer            | 1861-1930       | 1923-1930          | De Troeyer                       |           | Eglise paroissiale fortifiée Notre-Dame, notice n° IM02001546    |
| Jacques Simon                 | 1890-1974       |                    | Simon                            |           | Église paroissiale Saint-Louis, notice n °IM51004305             |
| Charles Marq                  | 1923-2006       |                    | Simon-Marq                       |           | Basilique Saint-Remi de Reims                                    |
| Brigitte Simon                | 1926-2009       |                    | Simon-Marq                       |           | Vitrail grisaille de la Cathédrale Notre-Dame de Reims           |
| Luc Simon                     | 1923-2006       |                    | Simon-Marq                       |           | Vitraux de l’église Saint-Jacques de Reims, notice no IM08008816 |
| ----------------------------- | --------------- | ------------------ | -------------------------------- | --------- | ---------------------------------------------------------------- |

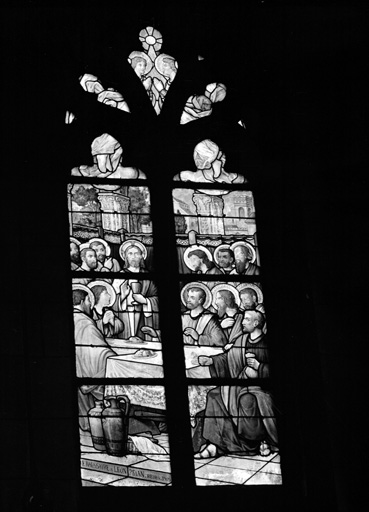
Vitrail de François Charles Haussaire
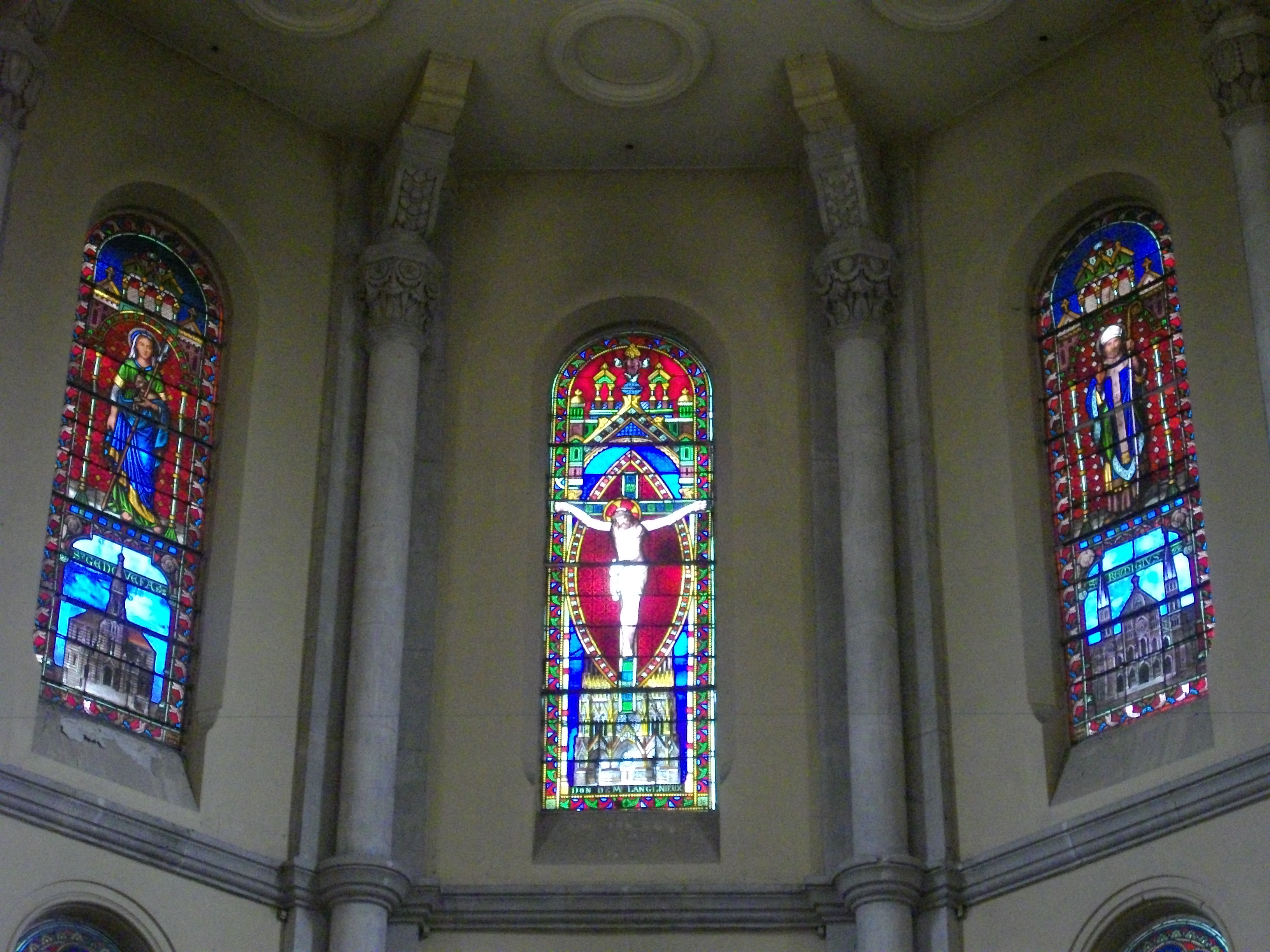
Vitrail de Hippolyte Bulteau.
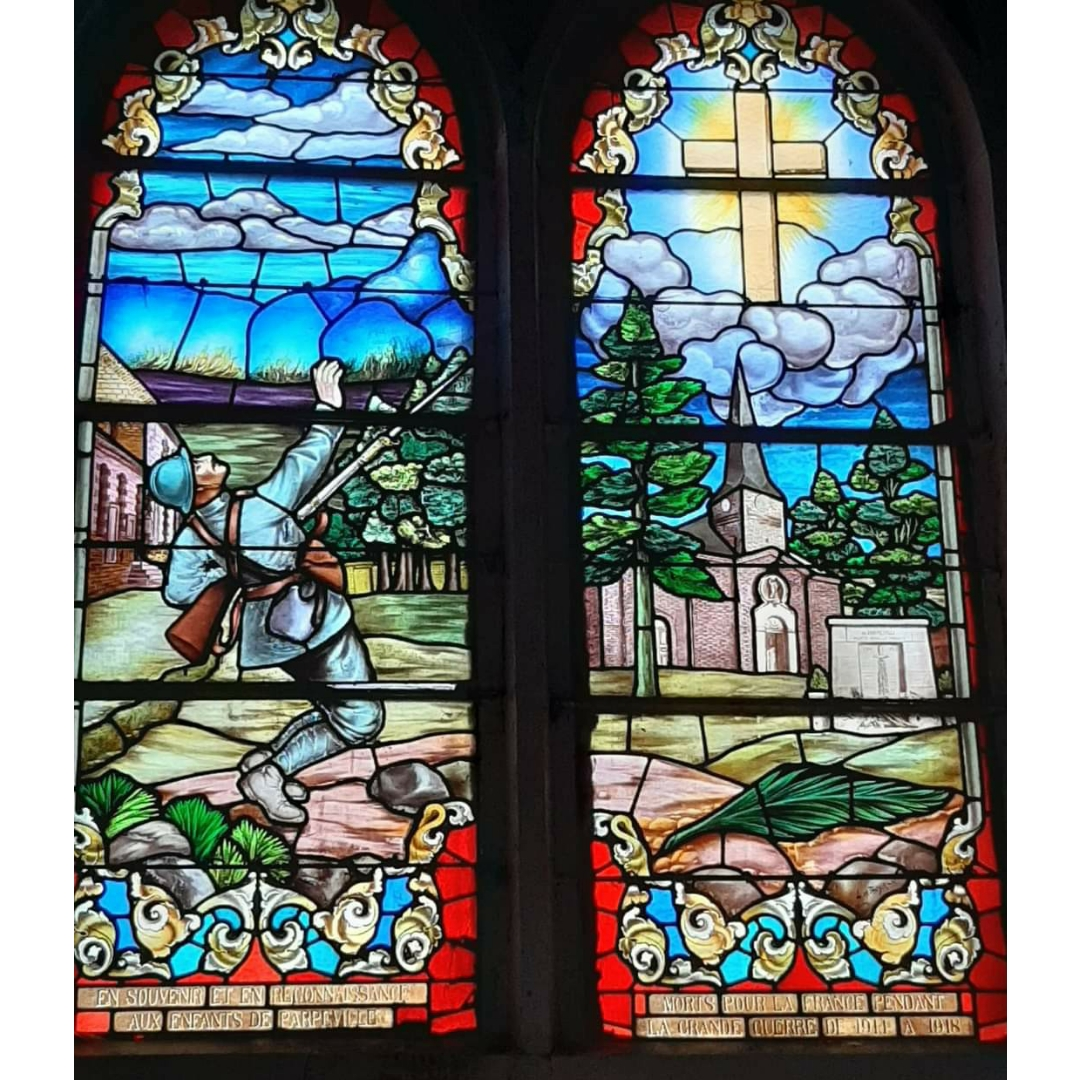
Vitrail de Léopold De Troeyer.
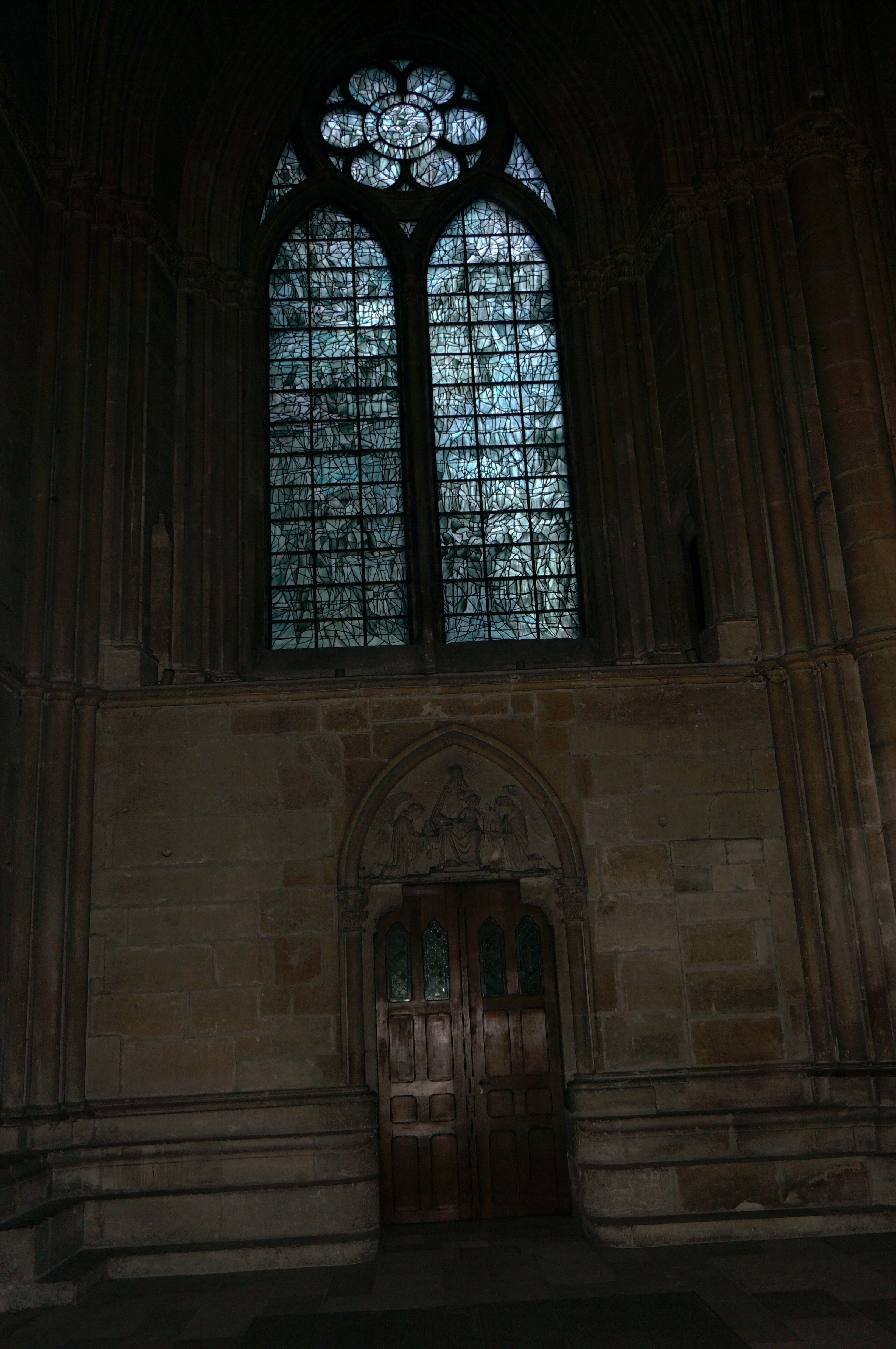
Vitrail de Brigitte Simon.